# Sławęcin (województwo dolnośląskie)
Sławęcin (niem. Schlottendorf) – wieś w Polsce położona w województwie dolnośląskim, w powiecie ząbkowickim, w gminie Kamieniec Ząbkowicki.

## Toponimia
Niemiecka nazwa wsi Schlottendorf jest dzierżawcza od nazwy osobowej Sławęta. W procesie germanizacyjnym zaszła typowa substytucja litery "w" na "b".

## Podział administracyjny
W latach 1975–1998 miejscowość położona była w województwie wałbrzyskim.